# Vasúti híd a Marne fölött Joinville-nél
A Vasúti híd a Marne fölött Joinville-nél (Pont ferroviaire au-dessus de la Marne à Joinville) Armand Guillaumin festménye, amely 1871 és 1875 között keletkezett.
A francia festő az 1870-es években a Párizs és Orléans közötti vasutat üzemeltető társaság, majd az utakat és hidakat felügyelő hivatal alkalmazottja volt. Ebben az időszakban számos képet festett viaduktokról és hidakról. Ez a lírai tájkép is ebben az időszakban készült, néhány kilométerre északkeletre Párizstól, Joinville-nél, a Marne felső völgyében.
A képet Paul Gachet, Vincent van Gogh utolsó kezelőorvosa, az impresszionista alkotások elkötelezett gyűjtője vásárolta meg Armand Guillaumintól, tőle fia, Paul örökölte. 1954-ben a Wildenstein & Co. New York-i műkereskedés vette meg a képet, amelyet Robert Lehman gyűjtőnek adtak tovább. Utóbbi kollekciójából került a festmény a  Metropolitan Művészeti Múzeumba 1975-ben.